# Lynow
Lynow è una frazione del comune tedesco di Nuthe-Urstromtal.

## Storia
Già comune autonomo, il 20 settembre 1993 Lynow entrò a far parte insieme ad altri 20 comuni del nuovo comune di Nuthe-Urstromtal.